# 국민방위군 사건

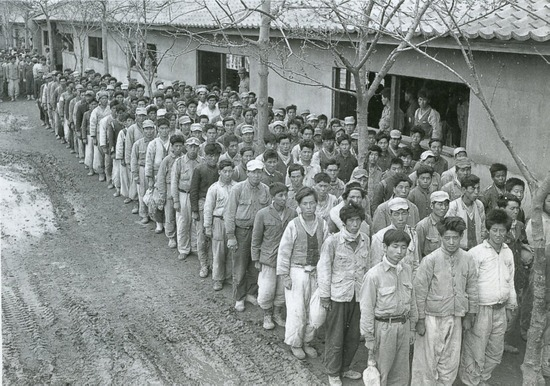
소집된 국민방위군

국민방위군 사건(國民防衛軍 事件)은 한국 전쟁중 1951년 1월 1·4 후퇴 때 제2국민병으로 편성된 국민방위군 고위 장교들이 국고금과 군수물자를 부정처분하여 착복함으로써 12월~2월 사이에 500,000명에 달하는 국민방위군으로 징집된 이들 가운데 아사자, 병사자, 동사자가 약 50,000-90,000여명에 이르렸고 동상으로 인해 손가락과 발가락 뿐만아니라 손과발까지 절단난 200,000여명이 넘는 동상자들을 이르게 한 사건을 말한다.
중공군의 한국전쟁 참전으로 인해 예비병력 확충에 어려움을 겪은 한국 정부는 중공군 및 조선인민군에 대항하고자 제2 국민병을 편성하게 되었는데 이것이 국민방위군이다. 이승만은 학도병을 이끌고 낙동강 전투에서 활약했던 김두한을 국민방위군 육군준장 사령관으로 임명해주겠다고 제의했으나 김두한은 사관학교 출신도 아니고 군대경험이 없다고 해서 이승만의 제의를 거절했다. 신성모는 대동청년단 단장 김윤근을 추천하여 육군준장 국민방위군 사령관으로 임명하고 추가로 병력을 모집하였다. 부사령관에는 독립운동가 출신 윤익헌이 대령으로 특별 임명된 뒤 보직되었다. 이들은 사관학교 출신도 아니고 군대 경험이 없었다. 그러나 국민방위군에게 군수보급, 물자를 지급해야 할 것을 고급 장교들이나 간부들이 이를 부정 착복, 횡령하여 수많은 국민방위군으로 징집된 이들이 굶어죽거나 얼어죽는 사태가 속출하였다.
1951년 봄 이 사건이 국회(당시 부산)에서 폭로되어 드러남으로써, 이 사건으로 신성모(申性模) 국방부 장관이 물러났다. 국민방위군 사건이 진상규명되는 과정에서 국방장관 신성모를 비롯한 이승만 정권에 의해 진상규명이 방해받는 것을 지켜보았던 부통령 이시영(李始榮)은 제1공화국 정부에 크게 실망감을 느껴 이에 반발하여 사표를 제출하였다. 또한 야당 내에서 이승만에게 호의적이었던 한민당과 민국당계 인사 조병옥, 윤보선, 김성수 등이 이승만 정권에 등을 돌리게 된다. 또 국민방위군 사건을 계기로 군입대 기피현상이 증가했고 및 이승만 내각의 신뢰도가 떨어졌다.

## 개요

### 첫 부대 소집
한국전쟁중 중화인민공화국의 개입으로 전세가 역전되면서 정부는 1950년 11월 20일 한국전쟁 발발 이후 방위군으로 조직된 청년방위대를 국민방위군으로 대체하기 위한 법안을 국회에 제출한다. 한국전쟁 초반 북한이 남한 점령지에서 의용군을 대거 동원한데다 남한측은 대부분의 영토를 뺏긴상황에서 예비병력 확충에 어려움을 겪었던 경험을 토대로 하여 북한군이 오기전에 미리 병력자원들을 빼돌려놓자는 의도에서 실시한 정책인 것이다.
그 주요 내용은 다음과 같다.

1. 군인, 경찰과 공무원이 아닌 만 17세 이상 40세 이하 장정들을 제2국민병에 편입시킨다.
2. 제2국민병 가운데 학생을 제외한 자는 지원에 의해 국민방위군에 편입시킨다.
3. 육군참모총장은 국방부장관의 지시를 받아 국민방위군을 지휘, 감독한다.

1950년 12월 21일 '국민방위군 설치법'이 공포되었고, 당시 국방부 장관 신성모는 우익단체인 '대한청년단' 단장 김윤근을 준장으로 임관시키고 국민방위군 사령관으로 임명한다. 최소한의 기간요원만이 현역에서 차출되었고, 방위군 지휘관 대부분은 주로 청년단 출신들로 충원되었는데,불과 몇 개월 사이에 소집된 국민방위군 중 서울에 모여든 방위군 숫자만 무려 50만여 명에 이르는 병력을 모으긴 했으나, 중공군의 대공세로 또다시 서울을 빼앗기게 된 정부는 방위군 장병들을 대구·부산 등으로 이동할 것을 지시하게한다.
사령관 김윤근은 지청천 등이 물러난 뒤 우익청년단체인 대한청년단의 단장이었다.
부사령관 윤익헌은 독립운동가 출신이었다. 윤익헌은 중화민국에서 독립운동에 종사한 후 귀국하여 청년 운동에 투신하여 각종 청년단체의 총무부장을 역임하였다. 그가 때때로 명분이 분명치 않게 돈을 쓴다는 의심을 받으면서도 각종 청년단체의 총무부장을 역임한 이유는 "돈을 만들어 내는데 그와 맞먹는 사람을 도저히 찾을 수가 없었기 때문이다."라는 시각도 있다.
윤익헌은 경기도 용인군 출신으로, 경성제일고보를 동맹휴학 사건으로 중퇴, 중화민국에서 황포군관학교를 졸업하고 지청천 장군 밑에서 독립운동에 종사했다. 해방 후에는 광복청년회, 대동청년단, 한청 등에서 총무국장직을 역임했고, 김윤근과는 대동청년단 시절부터 함께 일했다.

### 죽음의 행렬과 고위간부들 예산 유용

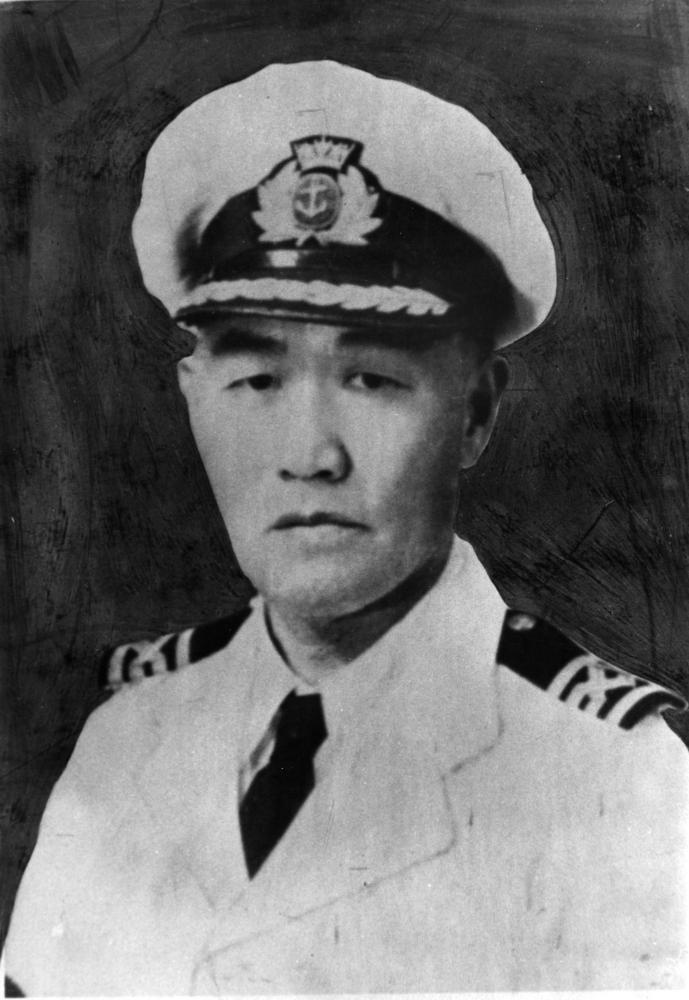
당시 국방부장관 신성모
(김윤근을 사령관으로 임명했으며 사건을 은폐하려 했다.)

문제는 서울에 집결한 50만 명을 어떻게 후송하느냐였는데, 이들 50만 명은 걸어서 추운 혹한 상황속에 천릿길을 돌파해야 했다. 그러나 제대로 된 숙식도 제공되지 않았으며 보급과 겨울피복 및 군복조차 제대로 지급되지 않았다. 국민방위군의 고급 지휘관, 장교들이 장병들에게 지급되어야 할 보급품을 횡령, 착복했기 때문이었다. 여기서 혹한의 추윗속에 식량과 겨울 피복 조차 지급 받지 못하고 굶주린 채 '장거리를 이동하라'는 명령을 받은 수많은 50여만 명의 병사들은 이동 중 아사하거나 동사하게 된다. 불과 100여 일 사이에 50만의 방위군 장병 중 무려 약 12만 여명이 사망했고 20만 여명이 동상에 걸렸다.
본래 국민방위군을 창설할 때, 정부는 후방에 51개의 교육대를 설치하고 병력을 이곳에 집결하도록 했다. 즉 국민방위군 병력을 약 50만 명으로 잡으면 1개 교육대당 1만 명 정도가 할당되는 셈이었는데, 그러나 교육대의 기간요원들은 병력이 오더라도 이들을 받아들일 능력도 의사도 없었다.
'돌려차기'식으로 '서울이나 한강 이북에서 떠난 병력이 집결지에 도착하면 수용능력이 없다는 이유로 김해로 가라 하고, 김해의 교육대에 가면 진주로 가라하고, 진주의 교육대는 또 마산으로 가라'고 하는식의 수법으로 각 교육대 간부들은 이들을 며칠씩 수용한 것으로 서류를 꾸며 정부에서 지급한 예산과 식량을 빼돌려 부정 착복, 공금횡령을 저질렀던 것이다.
고위 간부들의 국민방위군 예산 유용은 이미 예정된 것이었다. 그러나 50만 병력을 운용하기 위해서 필요한 숱한 간부와 기간장병들의 월급은 예산의 어디에도 계산되지 않았다.
그런 와중에 국민방위군에 소속된 이들은 훈련소 갈때마다 '돌려치기'식으로 당하면서 아무런 군수품도 보급품도 못받게 되어 이리저리 떠돌아 다니거나 혹은 훈련소 입소하지만 보급품이나 식량도 없이 아무것도 못받고 훈련소안에 갇혀 지내듯이 지내게 된다. 이렇게 되어 혹한의 추위속에서 아사자와 동사자가 무더기로 속출하였고, 이 비극적인 상황에 국민방위군 고위간부들은 군수품이나 보급품을 횡령하거나 부정 착복해서 빼돌린 돈으로 장부상으로 '병사들을 위해 젤리공장을 짓는다.'고 써놓았다. 이렇게 무능한 정부에 의해 굶주린 병사들은 훈련을 빌미로 마을로 가서 먹을 것을 탈취하고 잔치집과 굿판을 습격하는 등 말이 아니었다고 한다. 이렇게해서 국민방위군으로 징집된 이들은 가는 곳마다 동사자, 아사자가 대량 발생했으며 참혹한 죽음의 행진을 계속하게 된다.

### 비리에 대한 제보

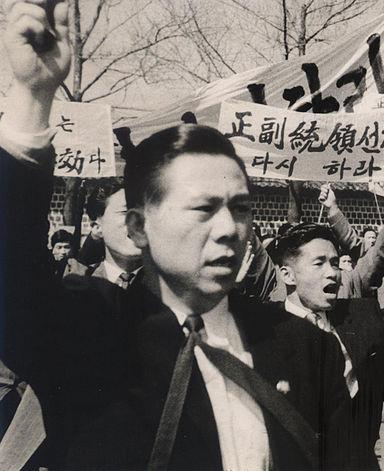
사건을 처음 제보받은 야당 국회의원 이철승

사태가 이 지경에 이르자, 곳곳에서 아사자와 동사자가 속출하는 가운데 참혹한 죽음의 행진을 계속하는 것이 목격되고 곳곳에서 소문이 나타났다.
1951년 임시수도 부산에 도착한 국회의원 이철승에게 국민방위군 간부들이 의복과 보급품을 횡령·착복한다는 첩보를 입수, '국민방위군 비리 의혹'이 제보되었다. 우연히 국민방위군에 속해있던 친구를 만나게 된 그가 아사 직전인 친구의 사연을 듣고 진상 조사에 착수하여 의혹을 제기했는데 이는 사실로 확인되었다. 국민방위군들에게 전달해야할 50여억환을 착복했다는 의혹을 접한 뒤 조사, 그 결과 고위 간부들이 군인들의 의복, 식량 등에 관한 비용 약 72억원을 착복했다는 사실을 알아냈다.
이후 이철승 등은 의혹에 대한 증거 자료와 사진들을 제출, 국회에 국민방위군 사건의 진상 조사를 요구하며 자유당 정권을 비판, 국민방위군 사건의 진실을 폭로하게 하였다.

### 사건에 대한 책임처벌과 정치적 영향

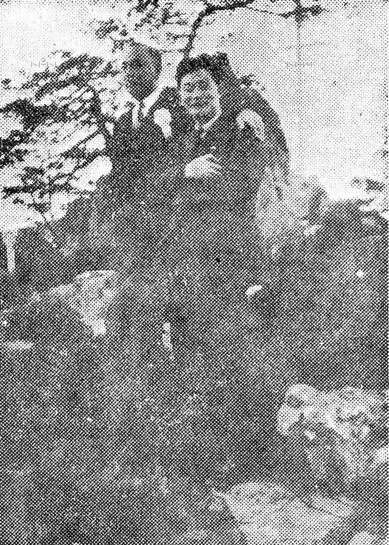
여운형과 김윤근, 오른쪽이 김윤근

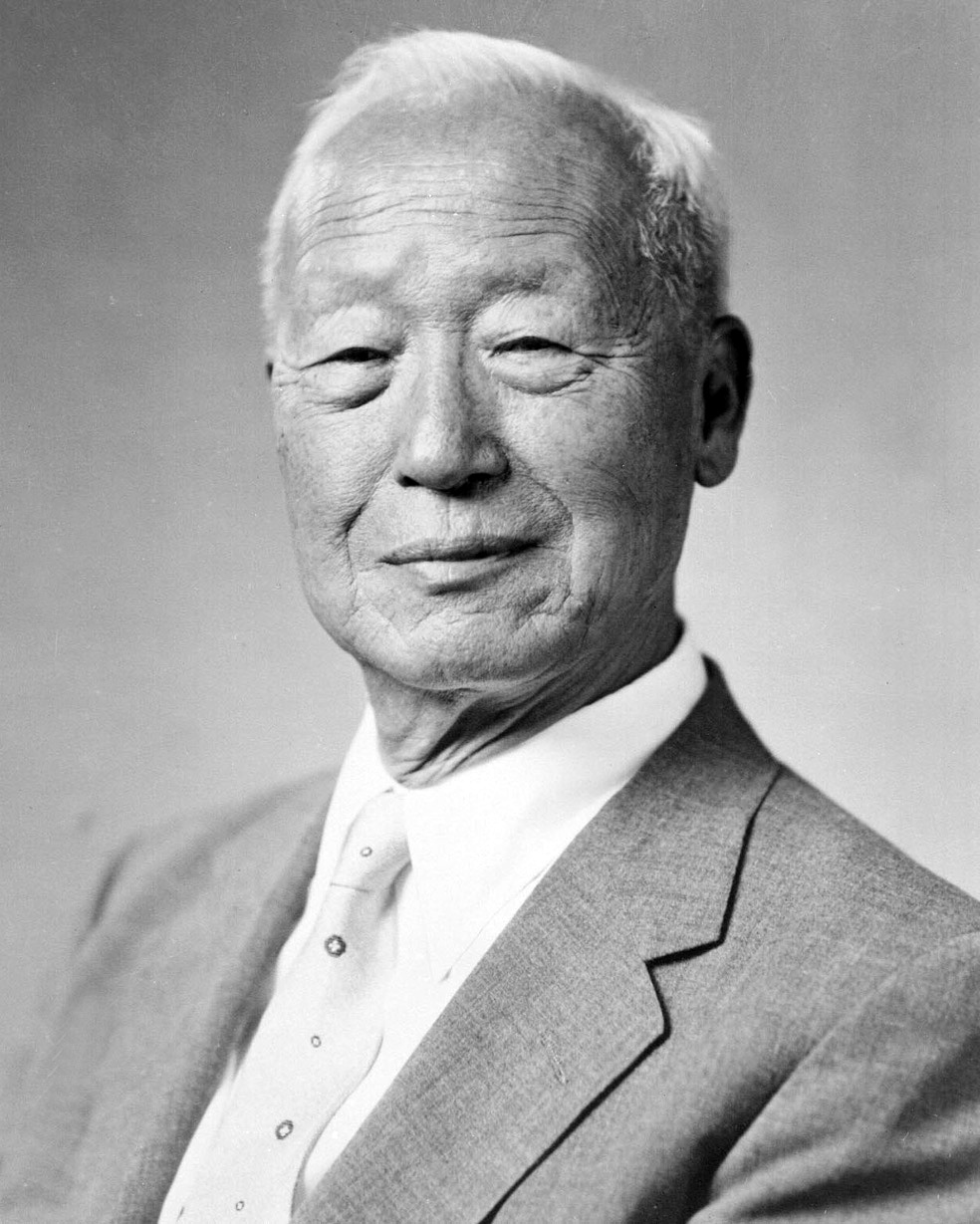
이승만

이후 진상조사단이 꾸려지면서 곳곳에서 아사자와 동사자들의 시신과 기근, 질병에 걸린 방위군 병사들을 목격한 야당의원들에 의해 국회는 1월 15일 '제2국민병 비상대책위원회'를 결성한다. 그러나, 국민방위군 사령관 김윤근과 국방장관 신성모는 이러한 진상규명 움직임을 '불순분자와 제5열의 책동'이라며 사건의 은폐를 시도한다.
대한청년단장인 김윤근은 군사관련과는 전혀 무관한 이등병 경력조차 전무한 민간인이었음에도 하루아침에 별을 달았고 윤익헌 등 청년단 간부들 역시 대령 중령 등으로 고위 군 간부로 임명되었다. 1월 말 내무부 장관 조병옥과 장택상 유진산은 시체들의 사진과 수집한 낡은 옷과 식량 등의 증거를 들고 경무대로 찾아가 국방부장관 신성모에 대한 처벌을 요구하였으나 이승만은 승인을 거부하였고, 조병옥은 이승만과 언쟁을 벌였다. 서울특별시장을 지냈으며 이승만의 최측근 인사의 한사람이었던 윤보선 역시 경무대의 이승만을 찾아가 관련자 처벌을 요구했다.
국방장관 신성모는 국민방위군 참사의 최종적 책임이 이승만에게 돌아갈 것을 알았기 때문에 '방패막이'를 자임하고 집요하게 수사를 방해하지만, 들끓는 여론 때문에 국민방위군 사령관 김윤근은 빼돌리고 부사령관 윤익헌만 처벌하자는 선에서 처벌을 마무리하고자 한다.
서둘러 구성된 군사법정을 통해서 재판 개시 3일 만에 김윤근에게는 무죄가, 윤익헌에게는 징역 3년 6개월을 선고하였으나, 이 소식을 들은 여론의 상황은 더욱 악화되어만 갔을뿐이다. 미국이 지원했던 예산을 국민방위군 간부들이 부정착복을 하여 50만중 12만 여명의 장병들이 아사와 병사 동사로 인해 죽고 20만 여명이 넘는 장병들이 동상으로 희생되었다고 소식을 듣고 국민방위군 사건으로 분노한 미군 지휘관들은 이승만을 찾아가 국민방위군을 망쳐놓은 국민방위군 책임자 신성모를 당장 해임을 하지 않으면 미군은 철수하겠다고 협박했다.
그 와중에 동시에 거창 양민 학살 사건마저 겹치면서 다급해진 이승만은 국방장관 신성모와 내무부장관 조병옥 법무장관 김준연을 동시에 해임하고 이기붕을 국방장관으로 임명, 내각을 재개편하면서 국회에서의 국민방위군사건 중간발표의 중지를 요청, 사건의 확산을 무마하려 했다.
윤보선은 경무대를 찾아가 이승만에게 신성모와 김준연 및 국방부, 방위군 사령관 김윤근 외 방위군 간부들의 처벌을 건의하였다. 그러나 이승만은 공비들의 술책이라며 현혹되지 말라고 대응하였다. 국민방위군 사건, 거창 양민 학살 사건 당시 정부와 군의 과잉진압과 학살을 무조건 공비와 내통한 자들을 사살한 것이라며 합리화하는 이승만의 태도를 보고 실망을 느끼게 되었다. 1952년 국민방위군 아사 사건 때 이승만이 사건을 비판하는 자들을 공산주의자로 몰면서 윤보선은 '그들이 왜 공산주의자인지 근거를 대시라'며 이를 면전에서 비난하다가 이승만과 완전히 결별하게 됐다.
정부에서는 즉시 공비들의 발호이며 루머라고 언론에 발표하였다. 그러나 진상조사위 서민호의원은 발표를 강행, 국민방위군 간부들 대부분이 상부의 명을 빙자하여 예산을 함부로 착복 사용하였음을 밝힌다.

#### 국회의 발표
국회 조사위원회의 보고에 의하면 1950년 12월 17일부터 1951년 3월 31일까지 유령인구를 조작하여 착복한 것이 현금 23억 원(圓), 쌀 5만 2천 섬이나 되었다고 한다. 또한 국민방위군 사령부에서 제시한 통계를 그대로 인정한다고 하더라도 식료품비의 조달액수와 실제로 집행된 액수의 차이가 무려 20억원에 달함으로써 결국 3개월 동안 55억이라는 막대한 금액을 방위군 고위 간부층이 착복한 것으로 드러났다.
부사령관 윤익헌에 대한 기밀비용이 105일 동안 무려 3억 1천755만원이나 지출되었고, 국회 내에 관련된 정파에 1억원이나 흘러간 것 등 밝혀지면서 이 착복한 규모는 매우 큰규모의 복잡하여 '진상을 제대로 규명하려면 최소 6개월이 걸릴 것'이라는 충격적인 중간 발표결과가 나왔다.

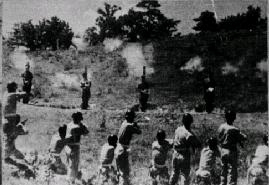
국민방위군 사령관 외 5명 총살집행순간

국회는 1951년 4월 30일 국민방위군의 해체를 결의하였고, 이와 관련된 부정착복한 국민방위군 고위간부들은 군법회의에 회부되었다. 그 해 7월 19일 중앙고등군법회의는 사령관 김윤근, 부사령관 윤익헌 이하 5명에게 사형을 선고하였으며, 8월 12일 야산에서 김윤근, 윤익헌, 강석한, 박창언, 박기환 등 공개총살형이 집행되었다.
당시 국회에서는 이들이 착복한 막대한 자금이 정치권세력, 특히 이승만지지 세력에 흘러들어간 정황증거를 포착하고 있었지만, 이들이 너무 일찍 처형되는 바람에 결국 숱한 의문을 남긴 채 사건은 종결된다.

#### 국민방위군 관련책임자 조사재판
1951년 6월 15일 국민방위군 사건 재판정에서 정일권이 증인으로 나왔을 때 한 답변이다. 위에도 언급한 육군준장 김태청이 육군참모총장 정일권 소장에게 국민방위군사령관 김윤근은 일등병의 경험도 없는데 어떻게 하루 아침에 별을 달고 사령관이 될 수 있나? 하고 묻자 정일권은 신성모 국방장관이 시키는일만했고 이승만 대통령께서 그렇게 하라고 해서 했을 뿐입니다. 라고 답변하였다. 검열관으로 참석했던 김석원은 이에 하도 어이가 없어서 분노했고 소리를 버럭 지르며, 이봐! 오늘 답변이 그게 뭐야! 당장 계급장을 떼어버려! 라고 하였다 국민방위군의 참상이 곳곳에서 목격되면서 사회문제가 되자 사건 수사가 진행되었고, 관련자들이 군사재판에 회부되었다. 하지만 재판으로 선고된 형량이 너무 낮자 사회적으로 비판여론이 격앙되었다. 이에 이승만은 신성모를 국방장관에서 해임하고 이기붕을 국방장관에 임명했으며 육군참모총장 정일권을 해임하고 이종찬으로 교체하였다.

### 정치인들의 자금 수수
사건은 당사자 5명을 총살형 집행하는 선에서 종결되었으나 일부 정치인들이 국민방위군 자금을 수수하거나 받은 사건은 일부 사실인 것으로 확인되었다. 방위군 관련자들 중에는 그 자금이 정치인들에게 건네졌다고 증언하였고, 법원에서 재심을 실시하였으나 김윤근, 윤익헌 등의 범행이며 정치와는 무관하다는 판결을 내렸다. 그러자 일부 대학 교수들과 지식인들은 국민방위군 자금을 뇌물로 받은 정치인들을 규명하라고 요구하였다.
계속된 토의과정에서 정치자금 관련 의혹을 받고 헌병수사대 또는 재판과정에서 사실심문을 위해 소환되었던 의원들의 거의 전부가 발언에 나섰다. 이들 중 지청천 의원만이 윤익헌과의 오래된 친분관계 속에서 생활비조로 금전을 수수한 적이 있다고 인정하였고, 나머지는 모두 혐의사실을 완강하게 부인하였다.
청년운동에 오랫 동안 관여했던 여러 의원들의 발언 속에는 금전수수 혐의는 완강히 부인하면서도 김윤근, 윤익헌 등 방위군 간부와 김종회, 박승하 등 한청 출신 의원들이 주축이 되어 청년단 출신 국회의원을 규합 내지는 포섭하여 정치세력화하는 움직임이 제2대 국회에 들어와 있었다는 사실이 여러 차례 언급되었다.
김정식(金正植) 의원은 구체적으로 김윤근, 윤익헌 등과 협의하여 청년단 출신 신정동지회 의원들이 적극 참여했었다고 밝혔다. 특히 서범석 의원은 김윤근과 윤익헌이 앞으로 있을 유엔 감시하의 남북통일 선거가 열릴 경우 한청 계열의 국회의원을 각 지방대표로 추천해서 남북총선거에서 헤게모니를 차지하자는 방안이 논의된 적이 있다고 밝히고, 이는 "윤익헌이 당치 않은 정치운동을 구상했기 때문이며" 또한 김윤근, 윤익헌에게 "정치적으로 어떠한 동태가 있었음을 의심할 수 없는 사실이다"라고 결론지었다. 그럼에도 국회의원이나 국회와는 관련이 없다는 결론을 내렸다.
일부 야당 인사와 대학교수, 지식인들은 받아들일 수가 없다며 다시 재심할 것을 요청했다. 그러나 이상과 같이 정치자금 의혹에 대한 치열한 논쟁 끝에 국회는 결국 정치관련 무혐의라는 판결을 내린 법원의 판결을 수용하여 방위군 비리에 국회의원이 관련되었다는 혐의는 사실무근인 것으로 결론을 내렸다.
사건에 대한 재심판결을 수용할 것을 제안하는 동의가 재적의원 139인 가운데 93표의 월등한 찬성으로 통과되었던 것이다.

## 사후

### 결과
그때까지 각종 청년단체의 총무부장을 역임하며 수완을 발휘했던 부사령관 윤익헌이 사령관 김윤근을 대신하여 방위군 운영을 실질적으로 담당하고 있었다. 이는 김윤근과 윤익헌이 모두 인정한 사실이다. 국민 방위군 참사는 방위군 부대의 운영을 이승만의 친위조직인 대한청년단과 그 청년단을 기반으로 만들어졌던 청년방위대에게 맡겼기 때문에 저질러진 사건이었다.
징집된 이들은 명부도 없고 군번도 없고 무기도 없고 군복도 없는 군대. 일명 '죽음의 대열', '해골들의 행진'이라 불린 바로 그런 군대가 국민방위군이었다. 명부도 없으니 몇명이 동원되었고, 어디서 어떻게 얼마나 죽었는지는 오늘날 현재에도 정확히 모른다. 추측상으로 정부의 공식기록인 '한국전란1년지'에는 천수백명 사망으로 돼 있지만, 당시 소문으로는 5000명 내지 1만명이 죽었다고 알려졌다. 중앙일보 간행의 '민족의 증언'에 따르면 '50만명의 대원 중 1할가량이 병사나 아사했다'고 정리되어있고, 부산일보 간행의 '임시수도 천일'에는 사망자가 1만여 명으로 정리되어 있다. 역사학자 중에서는 이승만을 가장 긍정적으로 평가하는 유영익 교수조차 이 사건을 "1만명가량의 군인이 동사, 아사, 병사한 천인공노할 사건"으로 규정하고 있다. 국민방위군에 일어난 사태가 끝나자 국민방위군 장병 50만 중 1만이 넘는 장병들이 희생되었다. 국민방위군 사건을 계기로 군입대 기피현상이 증가하였고, 이승만 내각의 신뢰도는 급격히 실추된다.
이 사건을 계기로 부통령 이시영이 사직서를 제출했고, 이승만에게 호의적이었던 한민당과 민국당계 인사였던 조병옥, 윤보선, 김성수 등은 이승만 정권에 등을 돌리게 된다.

### 진실화해위 진상조사
2007년 3월 9일 '진실,화해를 위한 과거사정리위원회'에서 국민방위군사건을 직권 조사하기로 결정했다고 밝혔다. 또한 2007년 10월 30일에 한국전쟁 당시 '국민방위군'으로 끌려가 훈련 중 구타를 당해 상해를 입고 숨진 희생자에 대해 군 당국이 56년 만에 순직결정을 내렸다.
2010년 대한민국 진실·화해를위한과거사정리위원회에서 국민방위군으로 징집되어 희생된 이들과 유족들에게 사과하고 예우를 갖추라고 대한민국 정부에 권고했다.

## 평가
국민 방위군 사건은 이승만 정권에 의해 저질러진 인재참사이자, 군 고위 간부들의 부정부패함을 드러내는 사건이었다.
비록 국민방위군 징집자들이 국가권력에 의해서 직접적인 학살을 당한 것은 아니었으나 이들에 대한 처우와 관리는 그 규모가 크고 끔찍했다. 리영희는 국군 통역장교로서 당시 참상을 직접 목격했다. 리영희는 '미군 고문단 장교와 함께 무리하게 보급품을 빼서 그들을 도왔다.'고 한다. 이어 리영희는 "6·25 전쟁 죄악사에서 으뜸가는 인간 말살행위였다"라고 회고했다.
그리고, 국민방위군사건 사령관 김윤근은 씨름꾼 출신이며 군사 관련과는 상당히 무지했다고 한다. 이는 부사령관인 윤익헌 역시 마찬가지였다.
당시 국민방위군 부사령관 윤익헌을 수사했던 김태청(金泰淸, 뒤에 변호사협회 회장을 지냈다.)은 '윤익헌의 씀씀이에 기막혀 자신은 물이라도 윤익헌이 돈 쓰듯이 해보았으면 원이 없겠다는 생각이 들더라'고 회고했다. 한편 재판부 구성에도 문제점이 지적되었다. "재판부 구성에서도 당시 현역장성 가운데 방위군과 가장 가까운 인물이었고 동시에 신성모 및 김윤근과 각별한 사이에 있던 이선근 국방부 정훈국장을 임명하였다."는 점이 제기되었다.

## 같이 보기
| - 제1공화국 - 6.25 전쟁 - 거창양민 학살 사건 - 보도연맹 사건 - 노근리 사건 - 신동엽 (시인) - 리영희 - 대한민국의 국방부 - 신성모 | - 김윤근 - 대동청년단 - 대한청년단 - 지청천 - 윤익헌 - 강석한 - 박창언 - 박기환 - 이기붕 | - 이승만 - 이철승 - 윤보선 - 윤치영 - 조병옥 - 김성수 - 이시영 |

## 참고서적
- <대한민국史> 2권, 한홍구 지음.
- <대한민국 50년사> 1권, 임영태 지음.
- 남정옥 (2010년 3월 5일). 《내일을 여는 지식 사회-34 6·25 전쟁시 예비전력과 국민방위군》. 한국학술정보. ISBN 978-89-268-0856-6.
- 윤보선, 외로운 선택의 나날들 (동아일보사, 1991)
- 강준만, 한국현대사산책:1950년대편 1(인물과 사상사, 2006)
- 강준만, 한국현대사산책:1950년대편 2(인물과 사상사, 2006)
- 유영익, 한국과 6.25전쟁 (연세대학교출판부, 2002)